# 盜麗魚屬
盜麗魚屬，是條鰭魚綱䲁形目麗魚科下的一個屬。

## 分類
本屬屬於褶唇麗魚亞科，目前被認可的種如下：
- 砂棲盜麗魚 Lestradea perspicax
- 斯氏盜麗魚 Lestradea stappersii